# Enicurus scouleri
El torrentero chico o enicurino chico (Enicurus scouleri) es una especie de ave paseriforme de la familia Muscicapidae nativa de Asia.

## Distribución
Se distribuye a través de Afganistán, Bangladés, Bután, China, India, Kazajistán, Myanmar, Nepal, Pakistán, Taiwán, Tayikistán y Vietnam.